# Deutsche Leichtathletik-Meisterschaften 2020/Resultate
Die Austragung des Hauptteils der Wettbewerbe bei den 120. Deutschen Leichtathletik-Meisterschaften war für den 6. und 7. Juni 2020 im Braunschweiger Eintracht-Stadion vorgesehen, wurde aber wegen der Covid-19-Pandemie auf den 8. und 9. August verschoben.
In der hier vorliegenden Auflistung werden die in den verschiedenen Wettbewerben jeweils ersten acht platzierten Leichtathletinnen und Leichtathleten aufgeführt. Eine Übersicht mit den Medaillengewinnerinnen und -gewinnern sowie einigen Anmerkungen zu den Meisterschaften findet sich unter dem Link Deutsche Leichtathletik-Meisterschaften 2020.
Wie immer sind zahlreiche Disziplinen zur Austragung zu anderen Terminen und an anderen Orten vorgesehen – in den folgenden Übersichten jeweils konkret benannt. Fast alle ausgelagerten Wettbewerbe wurden jedoch pandemiebedingt abgesagt.
Unten finden sich die ausführlichen Ergebnislisten der Meisterschaften. Die Übersichten werden bei Austragung der kommenden Wettbewerbe jeweils aktuell ergänzt.

## Meisterschaftsresultate Männer

### 100 m
| Platz | Athlet, Verein                                            | Zeit (s) |
| ----- | --------------------------------------------------------- | -------- |
| 1     | Deniz Almas (VfL Wolfsburg)                               | 10,09    |
| 2     | Joshua Hartmann (ASV Köln)                                | 10,23    |
| 3     | Julian Reus (Erfurter LAC)                                | 10,26    |
| 4     | Philipp Trutenat (TV Wattenscheid 01)                     | 10,32    |
| 5     | Michael Pohl (Sprintteam Wetzlar)                         | 10,35    |
| 6     | Aleksandar Askovic (Leichtathletik-Gemeinschaft Augsburg) | 10,41    |
| 7     | Yannick Wolf (LG Stadtwerke München)                      | 10,46    |
| 8     | Daniel Hoffmann (TSV Bayer 04 Leverkusen)                 | 10,47    |

Datum: 8. August
Wind: +0,1 m/s

### 200 m
| Platz | Athlet, Verein                              | Zeit (s) |
| ----- | ------------------------------------------- | -------- |
| 1     | Steven Müller (LG ovag Friedberg-Fauerbach) | 20,79    |
| 2     | Robin Erewa (TV Wattenscheid 01)            | 20,86    |
| 3     | Roger Gurski (LG Rhein-Wied)                | 20,91    |
| 4     | Elias Goer (Sprintteam Wetzlar)             | 21,01    |
| 5     | Lucas Ansah-Peprah (Hamburger SV)           | 21,08    |
| 6     | Milo Skupin-Alfa (LG Offenburg)             | 21,18    |
| 7     | Frieder Leuschner (Dresdner SC)             | 21,24    |
| 8     | Fabian Linne (SV Werder Bremen)             | 21,55    |

Datum: 9. August
Wind: −1,0 m/s

### 400 m
| Platz | Athlet, Verein                         | Zeit (s) |
| ----- | -------------------------------------- | -------- |
| 1     | Marvin Schlegel (LAC Erdgas Chemnitz)  | 45,80    |
| 2     | Manuel Sanders (LG Olympia Dortmund)   | 46,01    |
| 3     | Patrick Schneider (LAC Quelle Fürth)   | 46,12    |
| 4     | Johannes Trefz (TSV Gräfelfing)        | 46,41    |
| 5     | Torben Junker (LG Olympia Dortmund)    | 46,83    |
| 6     | Tobias Lange (TSV Bayer 04 Leverkusen) | 46,87    |
| 7     | Kevin Joite (Dresdner SC)              | 47,12    |
| 8     | Fabian Dammermann (LG Osnabrück)       | 47,22    |

Datum: 9. August

### 800 m
| Platz | Athlet, Verein                               | Zeit (min) |
| ----- | -------------------------------------------- | ---------- |
| 1     | Marc Reuther (LG Eintracht Frankfurt)        | 1:46,97    |
| 2     | Christoph Kessler (LG Region Karlsruhe)      | 1:47,44    |
| 3     | Dennis Biederbick (LG Eintracht Frankfurt)   | 1:47,51    |
| 4     | Christian von Eitzen (Athletics Team Karben) | 1:48,45    |
| 5     | Julius Lawnik (LG Braunschweig)              | 1:49,41    |
| 6     | Oskar Schwarzer (TV Groß-Gerau)              | 1:49,65    |
| 7     | Benedikt Huber (LG Telis Finanz Regensburg)  | 1:50,74    |
| 8     | Tobias Rex (Erfurter LAC)                    | 1:51,14    |

Datum: 9. August

### 1500 m
| Platz | Athlet, Verein                            | Zeit (min) |
| ----- | ----------------------------------------- | ---------- |
| 1     | Marius Probst (TV Wattenscheid 01)        | 3:52,48    |
| 2     | Lukas Abele (SSC Hanau-Rodenbach)         | 3:53,56    |
| 3     | Marvin Heinrich (LG Eintracht Frankfurt)  | 3:54,14    |
| 4     | Marc Tortell (Athletics Team Karben)      | 3:54,28    |
| 5     | Felix Wammetsberger (LG Region Karlsruhe) | 3:54,96    |
| 6     | Maximilian Feist (LG Olympia Dortmund)    | 3:54,98    |
| 7     | Steffen Baxheinrich (LG Olympia Dortmund) | 3:55,26    |
| 8     | Sven Wagner (USC Mainz)                   | 3:55,53    |

Datum: 9. August

### 5000 m
| Platz | Athlet, Verein                               | Zeit (min) |
| ----- | -------------------------------------------- | ---------- |
| 1     | Mohamed Mohumed (LG Olympia Dortmund)        | 14:02,75   |
| 2     | Maximilian Thorwirth (SFD 75 Düsseldorf-Süd) | 14:05,46   |
| 3     | Florian Orth (LG Telis Finanz Regensburg)    | 14:06,43   |
| 4     | Samuel Fitwi Sibhatu (LG Vulkaneifel)        | 14:08,23   |
| 5     | Aaron Bienenfeld (SSC Hanau-Rodenbach)       | 14:08,28   |
| 6     | Marcel Fehr (LG Filstal)                     | 14:11,47   |
| 7     | Simon Boch (LG Telis Finanz Regensburg)      | 14:15,29   |
| 8     | Dominik Notz (LG Telis Finanz Regensburg)    | 14:18,60   |

Datum: 8. August

### 110 m Hürden
| Platz | Athlet, Verein                                 | Zeit (s) |
| ----- | ---------------------------------------------- | -------- |
| 1     | Matthias Bühler (TV Haslach)                   | 13,62    |
| 2     | Erik Balnuweit (TV Wattenscheid 01)            | 13,77    |
| 3     | Georg Fleischhauer (LG Eintracht Frankfurt)    | 13,86    |
| 4     | Yannick Spissinger (MTG Mannheim)              | 14,06    |
| 5     | Stefan Volzer (VfL Sindelfingen)               | 14,30    |
| 6     | Albert Kreutzer (LAV Bayer Uerdingen/Dormagen) | 14,57    |
| 7     | Robin Ganter (MTG Mannheim)                    | 14,58    |
| 8     | Tim Eikermann (TSV Bayer 04 Leverkusen)        | 14,62    |

Datum: 9. August
Wind + 0,2 m/s

### 400 m Hürden
| Platz | Athlet, Verein                         | Zeit (s) |
| ----- | -------------------------------------- | -------- |
| 1     | Constantin Preis (VfL Sindelfingen)    | 49,58    |
| 2     | Emil Agyekum (SCC Berlin)              | 49,78    |
| 3     | Joshua Abuaku (LG Eintracht Frankfurt) | 50,51    |
| 4     | Justus Ringel (SC Potsdam)             | 51,66    |
| 5     | Michael Adolf (TSV Gräfelfing)         | 52,30    |
| 6     | Patrick Elger (LAC Erdgas Chemnitz)    | 52,69    |
| 7     | Andreas Kölbl (TSV Penzberg)           | 52,77    |
| 8     | Jonas Pannevis (LG Kreis Verden)       | 53,37    |

Datum: 9. August

### 3000 m Hindernis
| Platz | Athlet, Verein                                | Zeit (min) |
| ----- | --------------------------------------------- | ---------- |
| 1     | Karl Bebendorf (Dresdner SC)                  | 8:42,43    |
| 2     | Martin Grau (Erfurter LAC)                    | 8:48,11    |
| 3     | Niklas Buchholz (LSC Höchstadt/Aisch)         | 8:51,10    |
| 4     | Konstantin Wedel (LG Telis Finanz Regensburg) | 8:54,02    |
| 5     | Niklas Buchholz (LSC Höchstadt/Aisch)         | 8:55,38    |
| 6     | Fabian Clarkson (SCC Berlin)                  | 8:56,58    |
| 7     | Johannes Motschmann (SCC Berlin)              | 8:57,82    |
| 8     | Lennart Mesecke (LG Nord Berlin)              | 8:58,79    |

Datum: 9. August

### Hochsprung
| Platz | Athlet, Verein                              | Höhe (m) |
| ----- | ------------------------------------------- | -------- |
| 1     | Mateusz Przybylko (TSV Bayer 04 Leverkusen) | 2,28     |
| 2     | Tobias Potye (LG Stadtwerke München)        | 2,20     |
| 3     | Jonas Wagner (Dresdner SC)                  | 2,20     |
| 4     | Benno Freitag (SSV Ulm 1846)                | 2,15     |
| 5     | Falk Wendrich (LAZ Soest)                   | 2,15     |
| 6     | Lucas Mihota (LG Stadtwerke München)        | 2,10     |
| 7     | Finn Drümmer (Kaltenkirchener TS)           | 2,05     |
| 7     | Chima Henetu (SC Neubrandenburg)            | 2,05     |
| 7     | Manuel Marko (MTV Ingolstadt)               | 2,05     |
| 7     | Bastian Rudolf (Dresdner SC)                | 2,05     |

Datum: 9. August

### Stabhochsprung
| Platz | Athlet, Verein                                 | Höhe (m) |
| ----- | ---------------------------------------------- | -------- |
| 1     | Bo Kanda Lita Baehre (TSV Bayer 04 Leverkusen) | 5,75     |
| 2     | Torben Blech (TSV Bayer 04 Leverkusen)         | 5,50     |
| 3     | Raphael Holzdeppe (LAZ Zweibrücken)            | 5,50     |
| 4     | Oleg Zernikel (ASV Landau)                     | 5,40     |
| 5     | Karsten Dilla (TSV Bayer 04 Leverkusen)        | 5,30     |
| 6     | Philip Kass (Werder Bremen)                    | 5,10     |
| 7     | Tom Linus Humann (Schweriner SC)               | 5,10     |
| 8     | Vincent Hobbie (LG Region Karlsruhe)           | 5,10     |

Datum: 9. August

### Weitsprung
| Platz | Athlet, Verein                            | Weite (m) |
| ----- | ----------------------------------------- | --------- |
| 1     | Maximilian Entholzner (LAC Passau)        | 7,96      |
| 2     | Julian Howard (LG Region Karlsruhe)       | 7,70      |
| 3     | Bennet Vinken (Hamburger SV)              | 7,57      |
| 4     | Max Kottmann (VfB Stuttgart)              | 7,53      |
| 5     | Kai Kazmirek (LG Rhein-Wied)              | 7,48      |
| 6     | Andreas Bechmann (LG Eintracht Frankfurt) | 7,42      |
| 7     | Gianni Seeger (TSV Gomaringen)            | 7,40      |
| 8     | Gianluca Puglisi (Königsteiner LV)        | 7,36      |

Datum: 9. August

### Dreisprung
| Platz | Athlet, Verein                      | Weite (m) |
| ----- | ----------------------------------- | --------- |
| 1     | Max Heß (LAC Erdgas Chemnitz)       | 16,58     |
| 2     | Felix Wenzel (SC Potsdam)           | 15,95     |
| 3     | Vincent Vogel (LAC Erdgas Chemnitz) | 15,52     |
| 4     | Max-Ole Klobasa (LC Jena)           | 15,19     |
| 5     | Joel Kuluki (LBV Phönix Lübeck)     | 15,17     |
| 6     | Felix Mairhofer (TSG Weinheim)      | 15,07     |
| 7     | Benjamin Gassioui (VfL Winterbach)  | 14,93     |
| 8     | Tim Kuhn (SV Vorwärts Zwickau)      | 14,49     |

Datum: 8. August

### Kugelstoßen
| Platz | Athlet, Verein                                | Weite (m) |
| ----- | --------------------------------------------- | --------- |
| 1     | David Storl (SC DHfK Leipzig)                 | 20,17     |
| 2     | Simon Bayer (VfL Sindelfingen)                | 19,31     |
| 3     | Dennis Lukas (LG Idar-Oberstein)              | 19,15     |
| 4     | Jan Josef Jeuschede (TSV Bayer 04 Leverkusen) | 18,93     |
| 5     | Valentin Moll (LC Rehlingen)                  | 18,82     |
| 6     | Cedric Trinemeier (LV 90 Erzgebirge)          | 18,75     |
| 7     | Martin Knauer (LG Stadtwerke München)         | 17,11     |
| 8     | Leon Schwöbel (LG Rhein-Wied)                 | 16,45     |

Datum: 9. August

### Diskuswurf
| Platz | Athlet, Verein                        | Weite (m) |
| ----- | ------------------------------------- | --------- |
| 1     | Clemens Prüfer (SC Potsdam)           | 62,97     |
| 2     | Daniel Jasinski (TV Wattenscheid 01)  | 61,68     |
| 3     | Henrik Janssen (SC Magdeburg)         | 59,88     |
| 4     | Christian Zimmermann (Kirchheimer SC) | 58,74     |
| 5     | Korbinian Häßler (LV 90 Erzgebirge)   | 58,00     |
| 6     | Torben Brandt (SCC Berlin)            | 56,87     |
| 7     | Sebastian Dietl (TV Wattenscheid 01)  | 52,52     |
| 8     | Markus Schwerdtfeger (LG Augsburg)    | 52,04     |

Datum: 8. August

### Hammerwurf
| Platz | Athlet, Verein                              | Weite (m) |
| ----- | ------------------------------------------- | --------- |
| 1     | Tristan Schwandke (TV Hindelang)            | 70,85     |
| 2     | Merlin Hummel (UAC Kulmbach)                | 69,53     |
| 3     | Fabio Hessling (LAC Saarlouis)              | 67,05     |
| 4     | Johannes Bichler (LG Stadtwerke München)    | 66,36     |
| 5     | Christoph Gleixner (LG Eintracht Frankfurt) | 64,22     |
| 6     | Andreas Sahner (LC Rehlingen)               | 61,69     |
| 7     | Yosef Alqawati (MTG Mannheim)               | 61,51     |
| 8     | Corsin Wörner (LAG Obere Murg)              | 60,53     |

Datum: 8. August

### Speerwurf
| Platz | Athlet, Verein                         | Weite (m) |
| ----- | -------------------------------------- | --------- |
| 1     | Johannes Vetter (LG Offenburg)         | 87,36     |
| 2     | Andreas Hofmann (MTG Mannheim)         | 77,35     |
| 3     | Maurice Voigt (LG Ohra Energie)        | 70,84     |
| 4     | Nils Fischer (TSV Bayer 04 Leverkusen) | 70,83     |
| 5     | Jonas Bonewit (LG Stadtwerke München)  | 69,56     |
| 6     | Markus Koch (LG Offenburg)             | 69,16     |
| 7     | Niklas Sagawe (Polizei SV Eutin)       | 68,73     |
| 8     | Tom Meier (LC Jena)                    | 68,12     |

Datum: 9. August

### Zehnkampf
| Platz | Athlet, Verein                              | Punkte |
| ----- | ------------------------------------------- | ------ |
| 1     | Malik Diakité (Hannover 96)                 | 7641   |
| 2     | Jan Ruhrmann (LAV Bayer Uerdingen/Dormagen) | 7601   |
| 3     | Nico Beckers (Aachener TG)                  | 7298   |
| 4     | Christoph Lange (TS Herzogenaurach)         | 6924   |
| 5     | Nils Kruse (LG Region Karlsruhe)            | 6821   |
| 6     | Mario Saur (MTV Ingolstadt)                 | 6245   |
| 7     | Carsten Flynn (Wiesbadener LV)              | 4476   |
| DNF   | Mathias Brugger (SSV Ulm 1846)              |        |

Datum: 23./24. August
fand in Vaterstetten statt
Anmerkung: Der Sieger des zeitgleich stattfindenden U23-Wettbewerbs Jannis Wolff (Aachener TG) erzielte mit 7670 Punkten ein besseres Ergebnis als Malik Diakité. Doch da Wolff für die U23-Konkurrenz gemeldet war, wurde nicht er, sondern Malik Diakité Deutscher Zehnkampfmeister.

### Zehnkampf, Mannschaftswertung
Eine Mannschaftswertung kam nicht zustande, es waren keine Teams am Start.

### CrosslaufMittelstrecke –4,4 km
| Platz | Athlet, Verein                                | Zeit (min) |
| ----- | --------------------------------------------- | ---------- |
| 1     | Simon Boch (LG Telis Finanz Regensburg)       | 14:03      |
| 2     | Johannes Motschmann (SCC Berlin)              | 14:05      |
| 3     | Konstantin Wedel (LG Telis Finanz Regensburg) | 14:08      |
| 4     | Karsten Meier (LG Braunschweig)               | 14:14      |
| 5     | Timo Benitz (LG farbtex Nordschwarzwald)      | 14:20      |
| 6     | Fabian Clarkson (SCC Berlin)                  | 14:22      |
| 7     | Florian Orth (LG Telis Finanz Regensburg)     | 14:29      |
| 8     | Lars Pfeifer (LG Nord Berlin)                 | 14:32      |

Datum: 7. März
fand in Sindelfingen statt

### CrosslaufMittelstrecke –4,4 km, Mannschaftswertung
| Platz | Verein, Besetzung                                                               | Platzziffer / Zeit |
| ----- | ------------------------------------------------------------------------------- | ------------------ |
| 1     | LG Telis Finanz Regensburg (Simon Boch, Konstantin Wedel, Florian Orth)         | 011 / 42:40 min    |
| 2     | SCC Berlin (Johannes Motschmann, Fabian Clarkson, Hannes Liebach)               | 019 / 43:17 min    |
| 3     | LG farbtex Nordschwarzwald 1 (Timo Benitz, Marco Kern, Marc Corin Steinsberger) | 024 / 43:33 min    |
| 4     | LG Nord Berlin (Lars Pfeifer, Lennart Mesecke, Dan Bürger)                      | 038 / 44:36 min    |
| 5     | LAV Stadtwerke Tübingen (Michael Wörnle, Lorenz Baum, Theo Haug)                | 054 / 45:40 min    |
| 6     | LG farbtex Nordschwarzwald 2 (Hendrik Engel, Nils Holocher, Moritz Lindenmayer) | 081 / 46:22 min    |
| 7     | LG Braunschweig (Karsten Meier, Viktor Kuk, Joseph Katib)                       | 089 / 46:02 min    |
| 8     | VfL Sindelfingen (Robert Meyer, Velten Schneider, Johannes Bergdolt)            | 111 / 47:19 min    |

Datum: 7. März
fand in Sindelfingen statt

### CrosslaufLangstrecke –9,9 km
| Platz | Athlet, Verein                               | Zeit (min) |
| ----- | -------------------------------------------- | ---------- |
| 1     | Samuel Fitwi Sibhatu (LG Vulkaneifel)        | 32:34      |
| 2     | Simon Boch (LG Telis Finanz Regensburg)      | 33:39      |
| 3     | Maximilian Zeus (LG Telis Finanz Regensburg) | 33:44      |
| 4     | Jannik Seelhöfer (SC Melle 03)               | 33:49      |
| 5     | Kilian Schreiner (ASC 1990 Breidenbach)      | 34:10      |
| 6     | Tobias Schreindl (LG Passau)                 | 34:13      |
| 7     | Frederik Henes (USC Freiburg)                | 34:20      |
| 8     | Jan-Lukas Becker (LG Region Karlsruhe)       | 34:37      |

Datum: 7. März
fand in Sindelfingen statt

### CrosslaufLangstrecke –9,9 km, Mannschaftswertung
| Platz | Verein, Besetzung                                                            | Platzziffer / Zeit |
| ----- | ---------------------------------------------------------------------------- | ------------------ |
| 1     | LG Telis Finanz Regensburg (Simon Boch, Maximilian Zeus, Moritz Beinlich)    | 21 / 1:43:38 h     |
| 2     | SG Wenden (Simon Huckestein, Jonas Hoffmann, Frederick Jonas Wehner)         | 42 / 1:47:16 h     |
| 3     | LG Region Karlsruhe (Jan-Lukas Becker, Jannik Arbogast, Domenik Hahn)        | 46 / 1:47:53 h     |
| 4     | LSC Höchstadt / Aisch (Brian Weisheit, Theodor Schell, Bernhard Weinländer)  | 49 / 1:48:55 h     |
| 5     | LG Passau (Tobias Schreindl, Mario Bernhardt, Maxim Fuchs)                   | 73 / 1:51:44 h     |
| 6     | SSV Ulm 1846 (Aimen Haboubi, Florian Will, Nico Russ)                        | 87 / 1:55:05 h     |
| 7     | LAV Stadtwerke Tübingen (Marius Stang, Christoph Dreser, Paul Pascal Scheub) | 98 / 1:57:13 h     |

(nur 7 Teams in der Wertung)
Datum: 7. März
fand in Sindelfingen statt

## Meisterschaftsresultate Frauen

### 100 m
| Platz | Athletin, Verein                                   | Zeit (s) |
| ----- | -------------------------------------------------- | -------- |
| 1     | Lisa-Marie Kwayie (Neuköllner Sportfreunde)        | 11,30    |
| 2     | Rebekka Haase (Sprintteam Wetzlar)                 | 11,34    |
| 3     | Lisa Nippgen (MTG Mannheim)                        | 11,40    |
| 4     | Jennifer Montag (TSV Bayer 04 Leverkusen)          | 11,40    |
| 5     | Amelie-Sophie Lederer (LG Telis Finanz Regensburg) | 11,43    |
| 6     | Lilly Kaden (FC Schalke 04)                        | 11,50    |
| 7     | Jessica-Bianca Wessolly (MTG Mannheim)             | 11,50    |
| 8     | Talea Prepens (TV Cloppenburg)                     | 11,54    |

Datum: 8. August
Wind: ±0,0 m/s

### 200 m
| Platz | Athletin, Verein                                   | Zeit (s) |
| ----- | -------------------------------------------------- | -------- |
| 1     | Jessica-Bianca Wessolly (MTG Mannheim)             | 23,07    |
| 2     | Laura Müller (LC Rehlingen)                        | 23,14    |
| 3     | Lisa-Marie Kwayie (Neuköllner Sportfreunde)        | 23,14    |
| 4     | Rebekka Haase (Sprintteam Wetzlar)                 | 23,28    |
| 5     | Talea Prepens (TV Cloppenburg)                     | 23,39    |
| 6     | Lisa Nippgen (MTG Mannheim)                        | 23,57    |
| 7     | Synthia Oguama (TV Wattenscheid 01 Leichtathletik) | 23,82    |
| 8     | Lilly Kaden (FC Schalke 04)                        | 24,32    |

Datum: 9. August
Wind: −0,7 m/s

### 400 m
| Platz | Athletin, Verein                            | Zeit (s) |
| ----- | ------------------------------------------- | -------- |
| 1     | Corinna Schwab (LG Telis Finanz Regensburg) | 51,73    |
| 2     | Karolina Pahlitzsch (LG Nord Berlin)        | 51,88    |
| 3     | Ruth Sophia Spelmeyer (VfL Oldenburg)       | 52,15    |
| 4     | Alica Schmidt (SCC Berlin)                  | 52,21    |
| 5     | Nadine Gonska (MTG Mannheim)                | 52,49    |
| 6     | Brenda Cataria-Byll (LG Olympia Dortmund)   | 52,77    |
| 7     | Mona Mayer (LG Telis Finanz Regensburg)     | 53,43    |
| 8     | Hannah Mergenthaler (MTG Mannheim)          | 53,94    |

Datum: 9. August

### 800 m
| Platz | Athletin, Verein                           | Zeit (min) |
| ----- | ------------------------------------------ | ---------- |
| 1     | Christina Hering (LG Stadtwerke München)   | 2:01,62    |
| 2     | Tanja Spill (LAV Bayer Uerdingen/Dormagen) | 2:02,07    |
| 3     | Katharina Trost (LG Stadtwerke München)    | 2:02,27    |
| 4     | Majtie Kolberg (LG Kreis Ahrweiler)        | 2:02,77    |
| 5     | Alina Ammann (TuS Esingen)                 | 2:04,38    |
| 6     | Sarah Schmidt (TSV Bayer 04 Leverkusen)    | 2:04,66    |
| 7     | Xenia Krebs (VfL Löningen)                 | 2:12,27    |
| DNF   | Jana Reinert (LG Stadtwerke München)       |            |

Datum: 9. August

### 1500 m
| Platz | Athletin, Verein                        | Zeit (min) |
| ----- | --------------------------------------- | ---------- |
| 1     | Hanna Klein (LAV Stadtwerke Tübingen)   | 4:13,71    |
| 2     | Vera Coutellier (ASV Köln)              | 4:15,49    |
| 3     | Caterina Granz (LG Nord Berlin)         | 4:15,88    |
| 4     | Verena Meisl (LG Olympia Dortmund)      | 4:17,85    |
| 5     | Kerstin Hirscher (LAC Quelle Fürth)     | 4:18,60    |
| 6     | Antje Pfüller (LG Region Karlsruhe)     | 4:18,81    |
| 7     | Patricia de Graat (LG Olympia Dortmund) | 4:19,40    |
| 8     | Fabiane Meyer (TV Westfalia Epe)        | 4:22,06    |

Datum: 9. August

### 5000 m
| Platz | Athletin, Verein                            | Zeit (min) |
| ----- | ------------------------------------------- | ---------- |
| 1     | Alina Reh (SSV Ulm 1846)                    | 16:08,33   |
| 2     | Rabea Schöneborn (LG Nord Berlin)           | 16:18,57   |
| 3     | Domenika Mayer (LG Telis Finanz Regensburg) | 16:19,00   |
| 4     | Melina Wolf (LG Region Karlsruhe)           | 16:29,15   |
| 5     | Svenja Pingpank (Hannover Athletics)        | 16:40,44   |
| 6     | Marlene Gomez-Islinger (SSV Ulm 1846)       | 16:40,74   |
| 7     | Luisa Boschan (LG Nord Berlin)              | 16:41,62   |
| 8     | Lisa Oed (SSC Hanau-Rodenbach)              | 16:42,55   |

Datum: 9. August

### 100 m Hürden
| Platz | Athletin, Verein                         | Zeit (s) |
| ----- | ---------------------------------------- | -------- |
| 1     | Ricarda Lobe (MTG Mannheim)              | 13,24    |
| 2     | Anne Weigold (LG Mittweida)              | 13,31    |
| 3     | Monika Zapalska (LC Paderborn)           | 13,33    |
| 4     | Carolin Schäfer (LG Eintracht Frankfurt) | 13,50    |
| 5     | Franziska Schuster (TuS Xanten)          | 13,65    |
| 6     | Isabel Mayer (SWC Regensburg)            | 13,76    |
| –     | Abigail Adjei (SV Saar 05 Saarbrücken)   | DNF      |
| –     | Anna Maiwald (TSV Bayer 04 Leverkusen)   | DNF      |

Datum: 8. August
Wind: +0,5 m/s

### 400 m Hürden
| Platz | Athletin, Verein                        | Zeit        |
| ----- | --------------------------------------- | ----------- |
| 1     | Carolina Krafzik (VfL Sindelfingen)     | 55,90 s     |
| 2     | Djamila Böhm (ART Düsseldorf)           | 56,64 s     |
| 3     | Lisa Sophie Hartmann (VfL Sindelfingen) | 57,27 s     |
| 4     | Laura Gläsner (TSV Germania Helmstedt)  | 58,09 s     |
| 5     | Christine Salterberg (LT DSHS Köln)     | 58,16 s     |
| 6     | Leonie Riek (LG Staufen)                | 59,76 s     |
| 7     | Miriam Backer (TSV 1861 Zirndorf)       | 1:00,49 min |
| 8     | Radha Fiedler (TuS Roland Brey)         | 1:00,50 min |

Datum: 9. August

### 3000 m Hindernis
| Platz | Athletin, Verein                           | Zeit (min) |
| ----- | ------------------------------------------ | ---------- |
| 1     | Elena Burkard (LG farbtex Nordschwarzwald) | 09:50,31   |
| 2     | Lea Meyer (VfL Löningen)                   | 09:59,87   |
| 3     | Agnes Thurid Gers (SCC Berlin)             | 10:02,85   |
| 4     | Amélie Svensson (LG Region Karlsruhe)      | 10:12,20   |
| 5     | Paula Schneiders (LAZ Mönchengladbach)     | 10:03,42   |
| 6     | Hanna Gröber (LAV Stadtwerke Tübingen)     | 10:14,91   |
| 7     | Tania Moser (Spiridon Frankfurt)           | 10:15,19   |
| 8     | Kerstin Schulze Kalthoff (LG Rosendahl)    | 10:27,52   |

Datum: 8. August

### Hochsprung
| Platz | Athletin, Verein                      | Höhe (m) |
| ----- | ------------------------------------- | -------- |
| 1     | Christina Honsel (TV Wattenscheid 01) | 1,90     |
| 2     | Alexandra Plaza (LT DSHS Köln)        | 1,87     |
| 3     | Lavinja Jürgens (TSV Kranzegg)        | 1,84     |
| 4     | Bianca Stichling (TSG 1862 Weinheim)  | 1,81     |
| 5     | Laura Gröll (LG Stadtwerke München)   | 1,81     |
| 6     | Jara Ellinger (TSG 1845 Heilbronn)    | 1,78     |
| 7     | Lale Eden (Hannover 96)               | 1,78     |
| 8     | Charlotte Haas (LG Bünde-Löhne)       | 1,75     |
| 8     | Anna-Lena Obermaier (SWC Regensburg)  | 1,75     |

Datum: 8. August

### Stabhochsprung
| Platz | Athletin, Verein                          | Höhe (m) |
| ----- | ----------------------------------------- | -------- |
| 1     | Stefanie Dauber (SSV Ulm 1846)            | 4,40     |
| 1     | Ria Möllers (TSV Bayer 04 Leverkusen)     | 4,40     |
| 3     | Lisa Ryzih (ABC Ludwigshafen)             | 4,30     |
| 4     | Katharina Bauer (TSV Bayer 04 Leverkusen) | 4,30     |
| 5     | Friedelinde Petershofen (SC Potsdam)      | 4,10     |
| 6     | Luzia Herzig (TV Engen)                   | 4,00     |
| 7     | Anne Berger (VfL Gladbeck)                | 4,00     |
| 8     | Ella Buchner (LC Überlingen)              | 3,90     |
| 8     | Lauré Scheutzow (SC Potsdam)              | 3,90     |
| 8     | Laura Odilia Weyrowitz (LT DSHS Köln)     | 3,90     |

Datum: 8. August

### Weitsprung
| Platz | Athletin, Verein                              | Weite (m) |
| ----- | --------------------------------------------- | --------- |
| 1     | Malaika Mihambo (LG Kurpfalz)                 | 6,71      |
| 2     | Maryse Luzolo (Königsteiner LV)               | 6,34      |
| 3     | Merle Homeier (LG Göttingen)                  | 6,30      |
| 4     | Lea-Jasmin Riecke (Mitteldeutscher Sportclub) | 6,29      |
| 5     | Lucie Kienast (SV Halle)                      | 6,20      |
| 6     | Jennifer Montag (TSV Bayer 04 Leverkusen)     | 6,00      |
| 7     | Nathalie Buschung (LG Eintracht Frankfurt)    | 5,93      |
| 8     | Janika Baarck (TSV Bayer 04 Leverkusen)       | 5,91      |

Datum: 9. August

### Dreisprung
| Platz | Athletin, Verein                          | Weite (m) |
| ----- | ----------------------------------------- | --------- |
| 1     | Maria Purtsa (LAC Erdgas Chemnitz)        | 13,65     |
| 2     | Jessie Maduka (ART Düsseldorf)            | 13,57     |
| 3     | Caroline Joyeux (LG Nord Berlin)          | 13,37     |
| 4     | Tina Pröger (TSV 1861 Zirndorf)           | 12,68     |
| 5     | Imke Daalmann (TSV Bayer 04 Leverkusen)   | 12,60     |
| 6     | Sophie Ullrich (SV Wiesbaden)             | 12,50     |
| 7     | Thea Schmidt (LG Göttingen)               | 12,23     |
| 8     | Malina Reichert (TSV Bayer 04 Leverkusen) | 12,17     |

Datum: 8. August

### Kugelstoßen
| Platz | Athletin, Verein                      | Weite (m) |
| ----- | ------------------------------------- | --------- |
| 1     | Alina Kenzel (VfL Waiblingen)         | 17,96     |
| 2     | Julia Ritter (TV Wattenscheid 01)     | 17,47     |
| 3     | Yemisi Ogunleye (MTG Mannheim)        | 16,62     |
| 4     | Sarah Schmidt (LV 90 Erzgebirge)      | 16,27     |
| 5     | Hanna Meinikmann (TV Wattenscheid 01) | 15,58     |
| 6     | Jule Steuer (SC Magdeburg)            | 15,26     |
| 7     | Lea Riedel (VfL Sindelfingen)         | 15,18     |
| 8     | Patrizia Römer (ESV Jahn Treysa)      | 14,97     |

Datum: 8. August

### Diskuswurf
| Platz | Athletin, Verein                            | Weite (m) |
| ----- | ------------------------------------------- | --------- |
| 1     | Kristin Pudenz (SC Potsdam)                 | 62,30     |
| 2     | Claudine Vita (SC Neubrandenburg)           | 58,07     |
| 3     | Julia Ritter (TV Wattenscheid 01)           | 55,80     |
| 4     | Marike Steinacker (TSV Bayer 04 Leverkusen) | 55,36     |
| 5     | Julia Harting (SCC Berlin)                  | 55,33     |
| 6     | Antonia Kinzel (SSV Ulm 1846)               | 54,03     |
| 7     | Sandy Uhlig (SV Halle)                      | 50,42     |
| 8     | Leia Braunagel (SCL Heel Baden-Baden)       | 48,61     |

Datum: 9. August

### Hammerwurf
| Platz | Athletin, Verein                          | Weite (m) |
| ----- | ----------------------------------------- | --------- |
| 1     | Carolin Paesler (TSV Bayer 04 Leverkusen) | 70,99     |
| 2     | Samantha Borutta (TSG Mutterstadt)        | 66,20     |
| 3     | Michelle Döpke (TSV Bayer 04 Leverkusen)  | 62,99     |
| 4     | Sophie Gimmler (LC Rehlingen)             | 62,20     |
| 5     | Cathinca van Amerom (Hannover 96)         | 59,51     |
| 6     | Maximiliane Langguth (LAZ Rhede)          | 57,12     |
| 7     | Katharina Mähring (TSG 1845 Heilbronn)    | 57,02     |
| 8     | Esther Imariagbee (Berliner TSC)          | 56,76     |

Datum: 9. August

### Speerwurf
| Platz | Athletin, Verein                                 | Weite (m) |
| ----- | ------------------------------------------------ | --------- |
| 1     | Christin Hussong (LAZ Zweibrücken)               | 63,93     |
| 2     | Annika-Marie Fuchs (SC Potsdam)                  | 57,97     |
| 3     | Lea Wipper (SC DHfK Leipzig)                     | 55,72     |
| 4     | Dana Bergrath (TSV Bayer 04 Leverkusen)          | 55,16     |
| 5     | Christine Winkler (SC DHfK Leipzig)              | 54,26     |
| 6     | Julia Ulbricht (1. LAV Rostock)                  | 53,97     |
| 7     | Leonie Tröger (Hallesche Leichtathletik-Freunde) | 53,94     |
| 8     | Jana Marie Lowka (LG Eintracht Frankfurt)        | 53,38     |

Datum: 8. August

### Siebenkampf
| Platz | Athletin, Verein                         | Punkte |
| ----- | ---------------------------------------- | ------ |
| 1     | Carolin Schäfer (LG Eintracht Frankfurt) | 6319   |
| 2     | Anna Maiwald (TSV Bayer 04 Leverkusen)   | 6112   |
| 3     | Vanessa Grimm (Königsteiner LV)          | 6047   |
| 4     | Sophie Hamann (TUS Metzingen)            | 5755   |
| 5     | Anna-Lena Obermaier (SWC Regensburg)     | 5701   |
| 6     | Janina Lange (MTV Lübeck)                | 5580   |
| 7     | Isabel Mayer (SWC Regensburg)            | 5434   |
| 8     | Laura Voß (LT DSHS Köln)                 | 5377   |

Datum: 23./24. August
fand in Vaterstetten statt

### Siebenkampf, Mannschaftswertung
| Platz | Verein, Besetzung                                                  | Punkte |
| ----- | ------------------------------------------------------------------ | ------ |
| 1     | SWC Regensburg (Anna-Lena Obermaier, Isabel Mayer, Marion Brunner) | 16.228 |
| 2     | MTV Lübeck (Janina Lange, Katharina Kemp, Paula de Boer)           | 15.587 |

Datum: 23./24. August
fand in Vaterstetten statt
nur zwei Teams in der Wertung

### Crosslauf–5,5 km
| Platz | Athletin, Verein                            | Zeit (min) |
| ----- | ------------------------------------------- | ---------- |
| 1     | Domenika Mayer (LG Telis Finanz Regensburg) | 21:24      |
| 2     | Deborah Schöneborn (LG Nord Berlin)         | 21:35      |
| 3     | Klara Koppe (LG Brillux Münster)            | 21:39      |
| 4     | Rabea Schöneborn (LG Nord Berlin)           | 21:50      |
| 5     | Christina Gerdes (SCC Berlin)               | 21:54      |
| 6     | Vera Coutellier (ASV Köln)                  | 21:59      |
| 7     | Johanna Flacke (LG Region Karlsruhe)        | 22:10      |
| 8     | Luisa Boschan (LG Nord Berlin)              | 22:12      |

Datum: 7. März
fand in Sindelfingen statt

### Crosslauf–5,5 km, Mannschaftswertung
| Platz | Verein, Besetzung                                                           | Platzziffer / Zeit |
| ----- | --------------------------------------------------------------------------- | ------------------ |
| 1     | LG Nord Berlin (Deborah Schöneborn, Rabea Schöneborn, Luisa Boschan)        | 014 / 1:05:37 h    |
| 2     | LG Telis Finanz Regensburg (Domenika Mayer, Svenja Ojstersek, Lisa Basener) | 050 / 1:08:49 h    |
| 3     | LG Region Karlsruhe (Johanna Flacke, Melina Wolf, Sarah Hettich)            | 050 / 1:09:13 h    |
| 4     | LAC Quelle Fürth (Kerstin Hirscher, Michelle Braun, Tanja Neubert)          | 077 / 1:10:36 h    |
| 5     | LG Region Karlsruhe (Sophia Kaiser, Antje Alt, Adeline Haisch)              | 123 / 1:13:13 h    |
| 6     | SSV Ulm 1846 (Marlene Gomez Islinger, Miriam Thies, Marie Sophie Stolte)    | 128 / 1:13:38 h    |
| 7     | ASC Darmstadt (Sylvie Müller, Simone Raatz, Alexandra Rechel)               | 141 / 1:13:58 h    |
| 8     | SWC Regensburg (Maria Kerres, Eva Müller-Geistert, Constanze Boldt)         | 149 / 1:14:39 h    |

Datum: 7. März
fand in Sindelfingen statt

## Videolinks
- In der Hitze von Braunschweig – Die Highlights der Leichtathletik-DM 2020, ZDF, youtube.com, abgerufen am 20. April 2021
- Beste Leichtathletin DM Braunschweig 2020, youtube.com, abgerufen am 20. April 2021
- Videoclips: Cross-DM 2020 Sindelfingen, 7. März 2020 auf leichtathletik.de 7. März 2020, abgerufen am 11. März 2020